# Bäche (Nuhne)
Die Bäche im Rothaargebirge ist ein ca. 4,7 km langer, orographisch rechter Zufluss der Nuhne im Hochsauerlandkreis in Nordrhein-Westfalen.

## Verlauf
Die Bäche entspringt ca. 3,4 km nordöstlich des Bad Berleburger Ortsteils Wunderthausen im Kreis Siegen-Wittgenstein. Die Quelle liegt ca. 370 m nördlich der Wallershöhe auf ca. 760,3 m.ü. NHN. Der Bach fließt zunächst steil ca. 400 m bergab in östlicher Richtung, bevor er einen kleinen Teich durchfließt. Anschließend wendet er sich nach Nordosten und umfließt den Berg Radenstein. Dem Talverlauf in nordöstlicher Richtung folgend mündet die Bäche nach 4,7 km schließlich kurz unterhalb der Kläranlage des Winterberger Ortsteils Züschen in die Nuhne. Nach etwa 1,2 km münden rechtsseitig ein Zufluss und im weiteren Verlauf vom Ziegenhellenmasiv aus noch einige weitere namenlose Zuflüsse linksseitig in die Bäche.

## Natur und Umwelt
Die Bäche entspringt in einem dichten Laubwaldstück. Rechtsseitig des Baches wechseln sich Laub- und Nadelwaldstücke im weiteren Verlauf ab, während sich linksseitig hauptsächlich Buchenwald befindet. Etwa 1 km vor der Mündung wird das Tal etwas breiter und die Bäche durchfließt zum Teil bewirtschaftete Talwiesen. Der gesamte Verlauf der Bäche führt ab der Quelle durch das 875,5 ha große Naturschutzgebiet Hallenberger Wald. Das Naturschutzgebiet ist seit 2000 Teil des 2249 ha großen FFH-Gebietes Hallenberger Wald (DE 4817-301).